# Robert Roy MacGregor

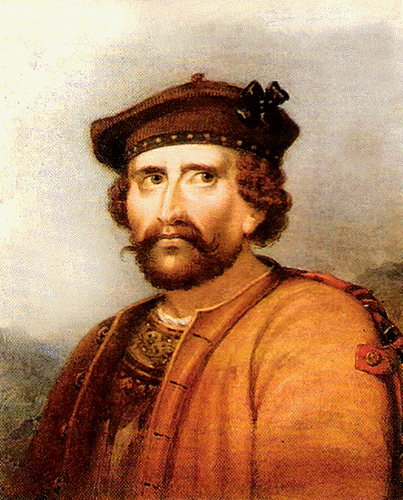
Rob Roy

Robert Roy MacGregor (Glengyle, gedoopt op 7 maart 1671 - 28 december 1734), beter bekend als Rob Roy, was een Schotse volksheld en vrijbuiter uit de 18e eeuw. Hij wordt ook wel de Schotse Robin Hood genoemd. Hij werd, vanwege zijn rode haar ook wel Red Robert en Red MacGregor genoemd. Roy is een verengelsing van het Gaelische ruadh, wat rood betekent.

## Levensloop
MacGregors doop vond plaats op 7 maart 1671, wat betekent dat hij net een paar dagen of weken eerder werd geboren. Hij was de derde zoon van Donald Glas ("the Pale") MacGregor  
en Margaret Campbell (vrouwen behielden hun geboortenaam in Schotland). Men neemt aan dat hij werd geboren in het huis van zijn vader in Glengyle, aan het meer Loch Katrine. MacGregor was zelf van adellijke afkomst. De titels en de bezittingen waren de familie echter ontnomen, omdat MacGregor en zijn familie meevochten met Jacobus II van Engeland tijdens de jakobietenopstand. Ze werden verslagen door Willem III van Oranje (die ook koning van Schotland was) en zo viel de familie in ongenade.
Rob Roy leefde met zijn aanhangers hierna als veehandelaren en bewakers van landerijen, maar wel op een manier die op maffia-praktijken lijken: boeren konden tegen betaling voorkomen dat hun dieren gestolen werden. Er ontstonden problemen toen hij grote sommen geld had aangenomen van de hertog van Montrose om zijn vee te verhandelen. Toen hij echter 1000 pond niet kon terugbetalen werd hij vogelvrij verklaard. Hij moest vluchten en leefde verborgen in de hooglanden.
Tot 1722 was MacGregor in oorlog met de graaf, waarna hij gevangen zat wegens fraude. Zijn populariteit groeide al in de tijd van zijn vlucht. In die tijd schreef de schrijver en journalist Daniel Defoe een feuilleton over hem in de krant. Het feuilleton zou ook worden uitgegeven onder de titel Highland Rogue. Volgens de verhalen was koning George I een grote liefhebber van deze verhalen. In 1727 kreeg Rob Roy gratie van de koning en werd hij vrijgelaten. Had hij geen gratie gekregen dan was hij waarschijnlijk afgevoerd naar een strafkolonie.

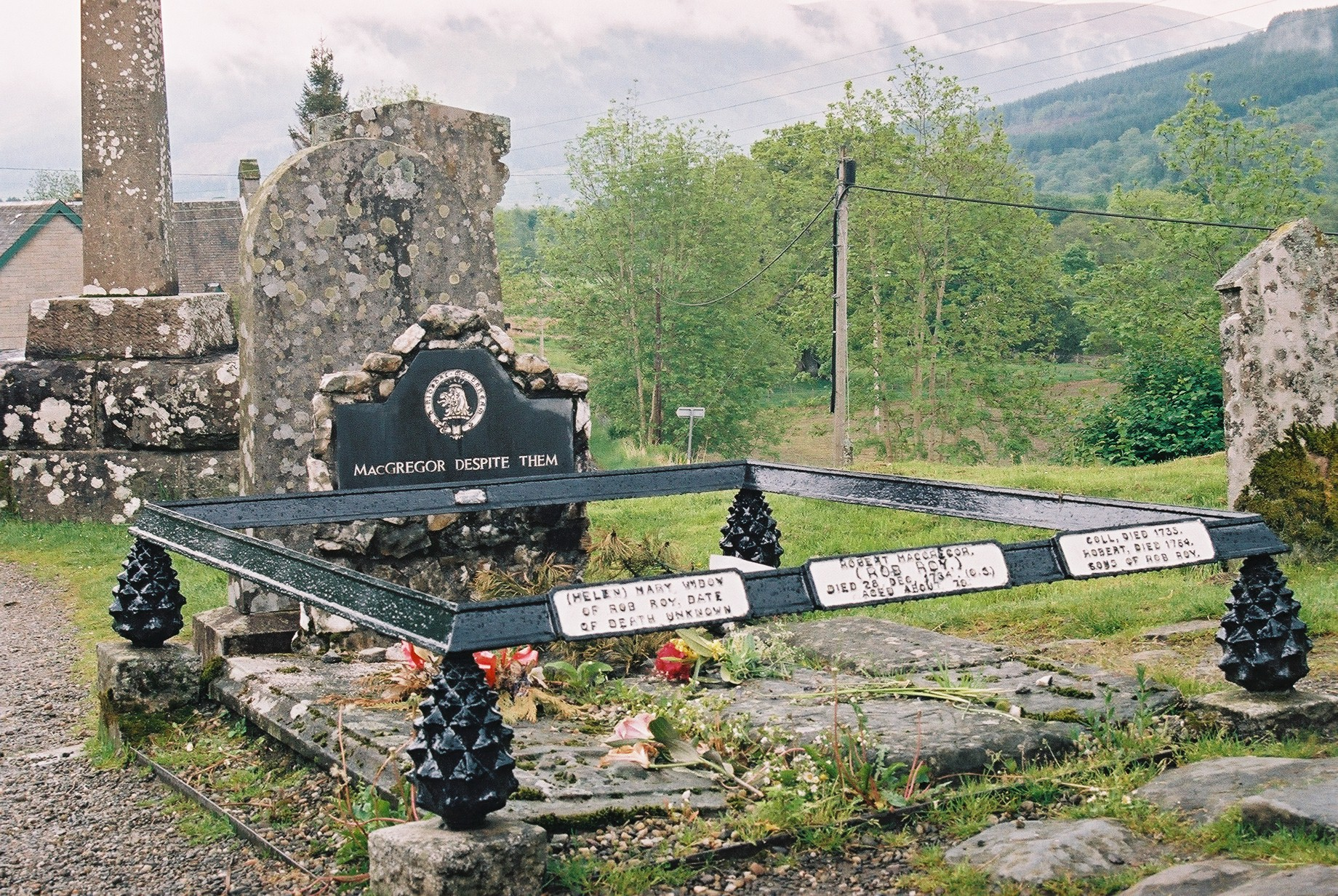
Familiegraf van Rob Roy MacGregor op het kerkhof van Balquhidder

MacGregor was getrouwd met (Helen) Mary en had vier zonen. Hij overleed in 1734 in bed.

## Nalatenschap
De schrijver Sir Walter Scott werd geïnspireerd door de verhalen rond Rob Roy en schreef een roman over hem. Naar deze roman schreef de Franse componist Hector Berlioz dan weer zijn ouverture Rob Roy. In 1995 verscheen de film Rob Roy met Liam Neeson in de hoofdrol. Datzelfde jaar verscheen ook de cultfilm Restless Natives met verwijzingen naar Rob Roy en muziek van Big Country.
De Rob Roy Way is een wandelroute van het Schotse Drymen naar Pitlochry. Aan de oostkant van het meer Loch Lomond, op de route van de West Highland Way, is een schuilplaats van Rob Roy te vinden.